# Праса-ди-Эшпанья (станция метро)
«Пра́са-ди-Эшпа́нья» (порт. Praça de Espanha — Площадь Испании) — станция Лиссабонского метрополитена. Одна из первых одиннадцати станций метро в Лиссабоне. Находится в западной части города. Расположена на Синей линии (Линии Чайки) между станциями «Жардин-Зооложику» и «Сан-Себаштиан». Открыта 29 декабря 1959 года. Название связано с площадью Испании, вблизи которой расположена станция.

## Описание
Станция оборудована двумя платформами берегового типа. В 1980 году платформы были удлинены и сооружён дополнительный вестибюль.
Дизайном станция похожа на другие старейшие станции Лиссабонского метрополитена. Отличительной чертой является декорация вестибюля. В 1995 году под руководством Марии Кейл стены вестибюля были облицованы цветными керамическими плитками.

## Галерея

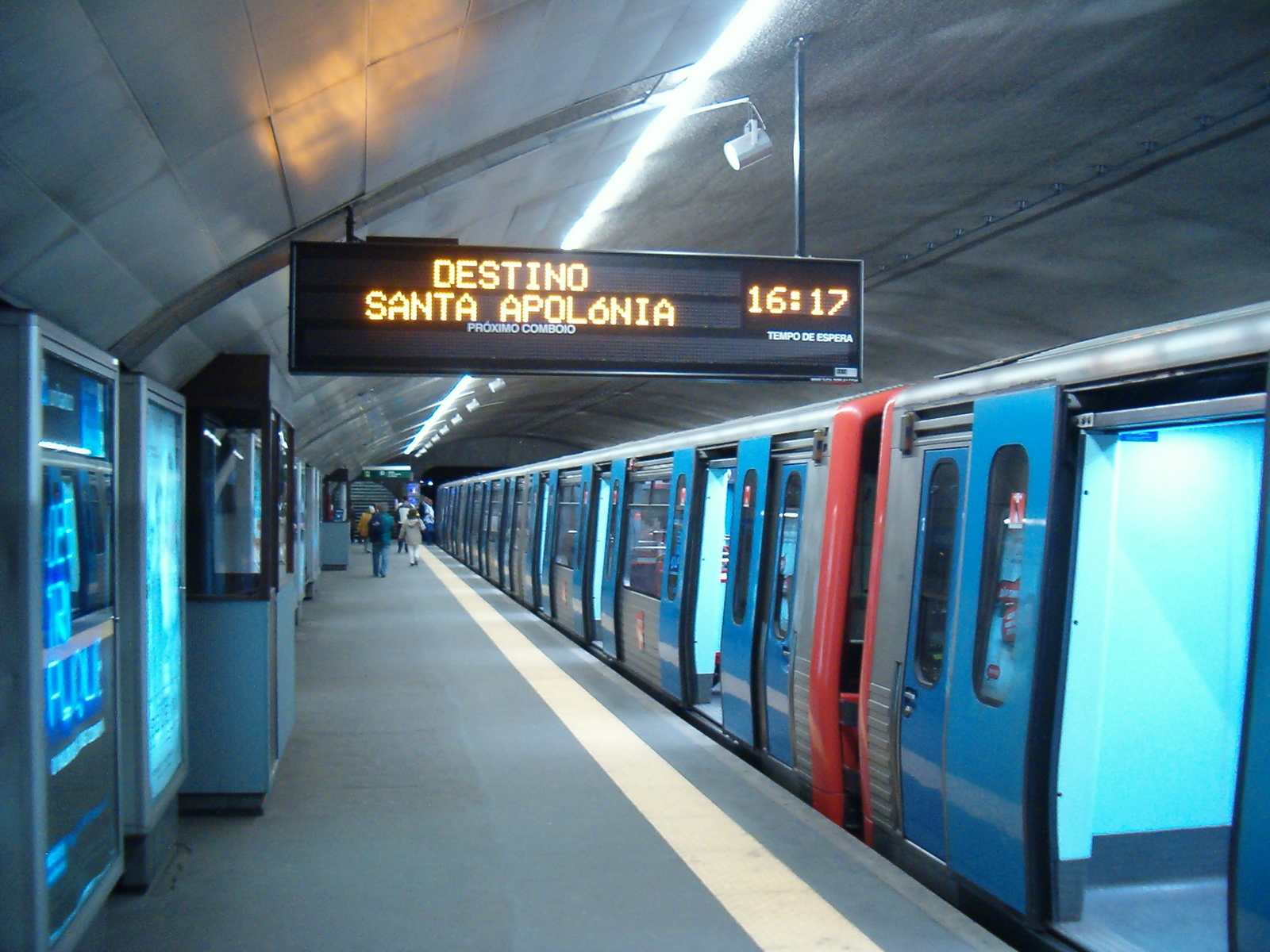
Поезд на станции
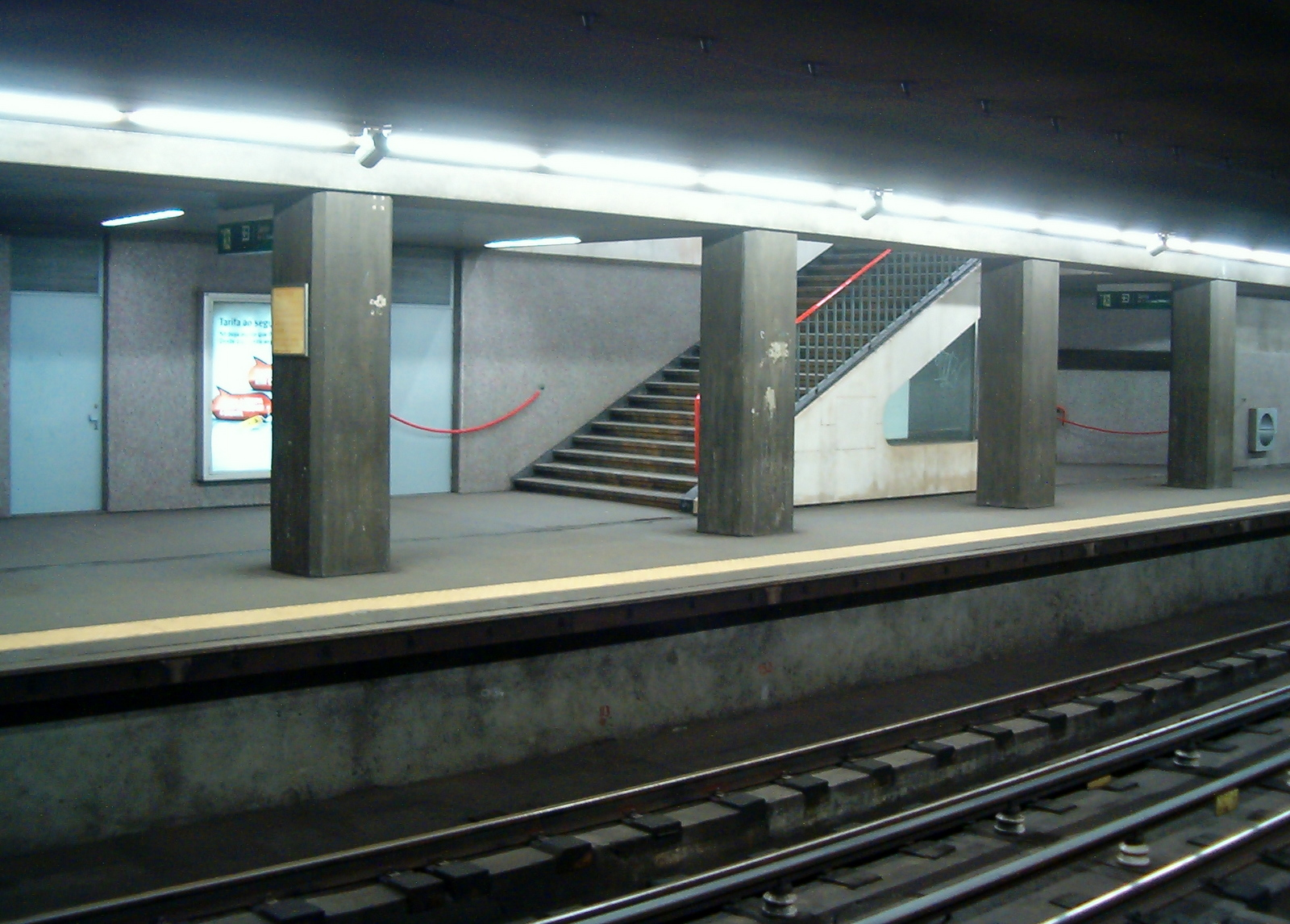
Спуск и посадочная платформа
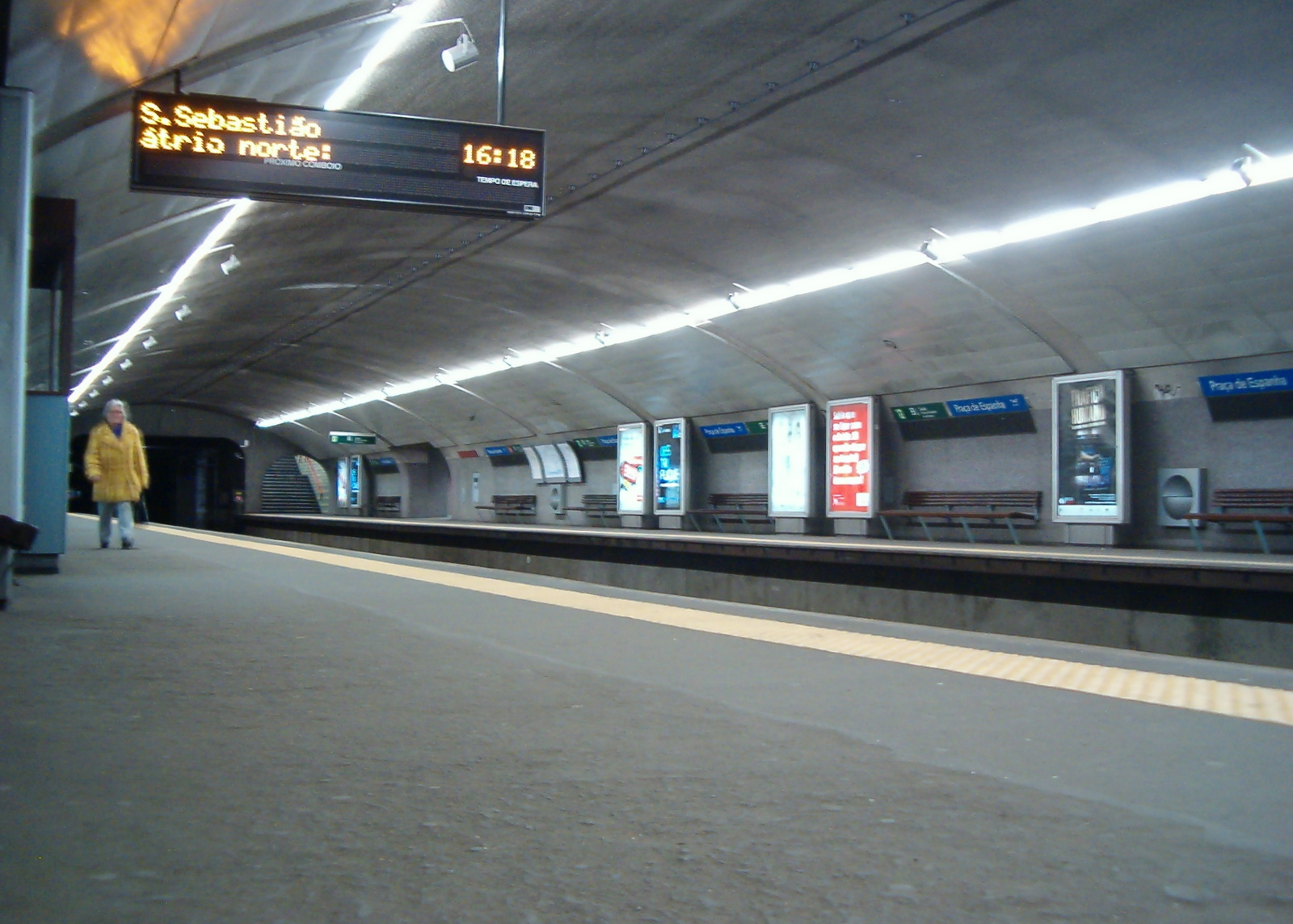
Посадочная платформа
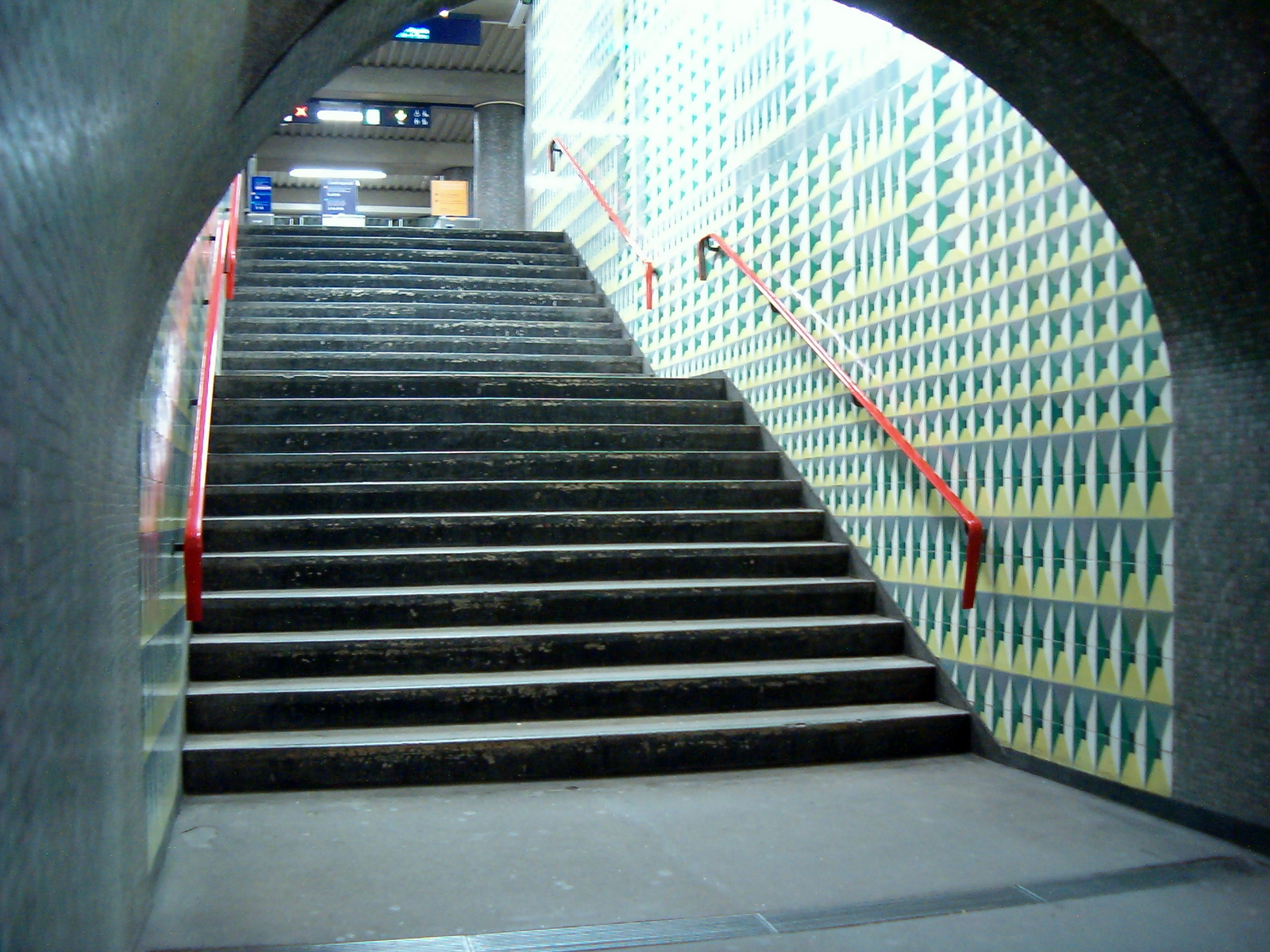
Декорация стен на спуске к платформе
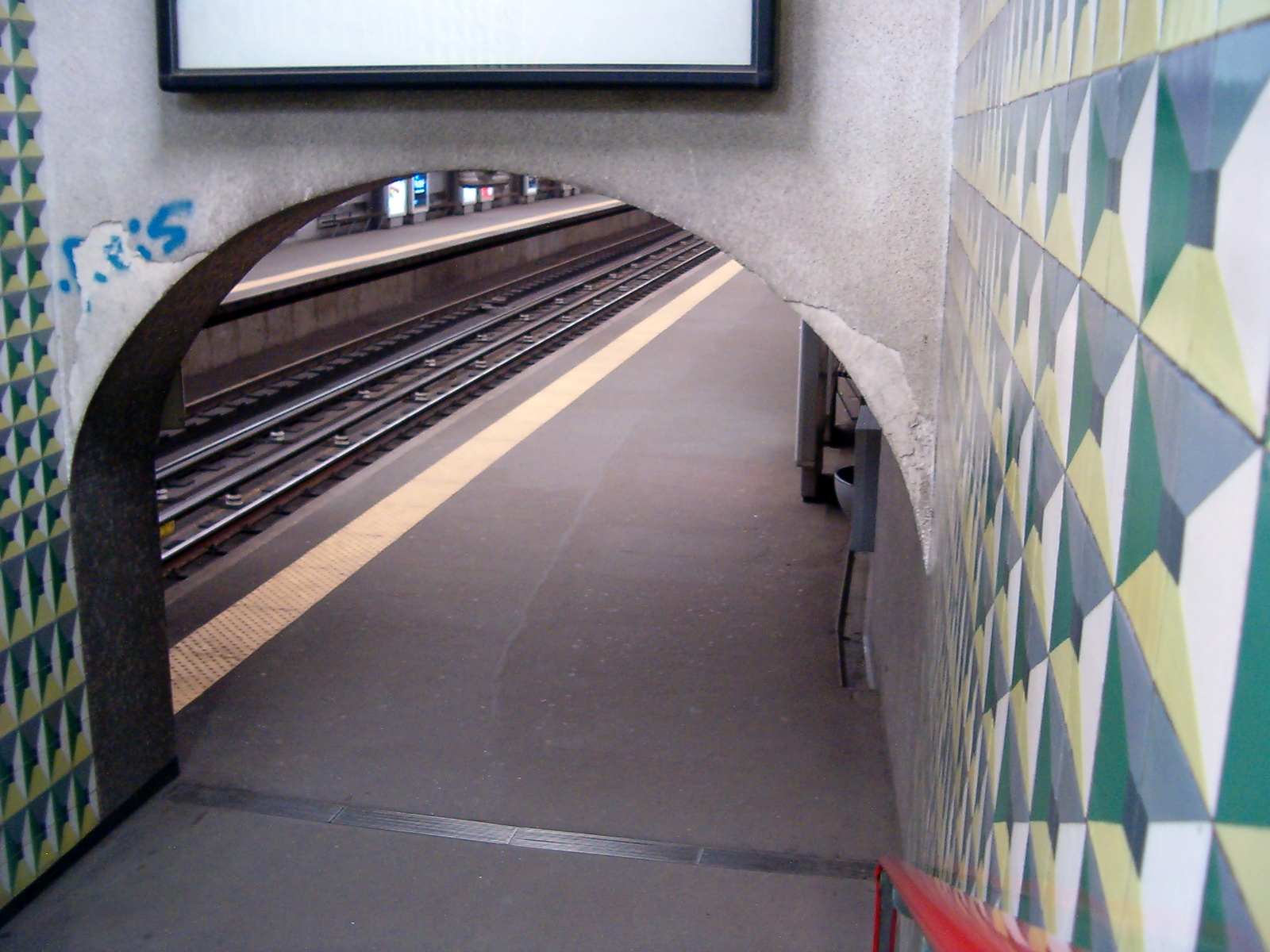
Арочный проход на платформу
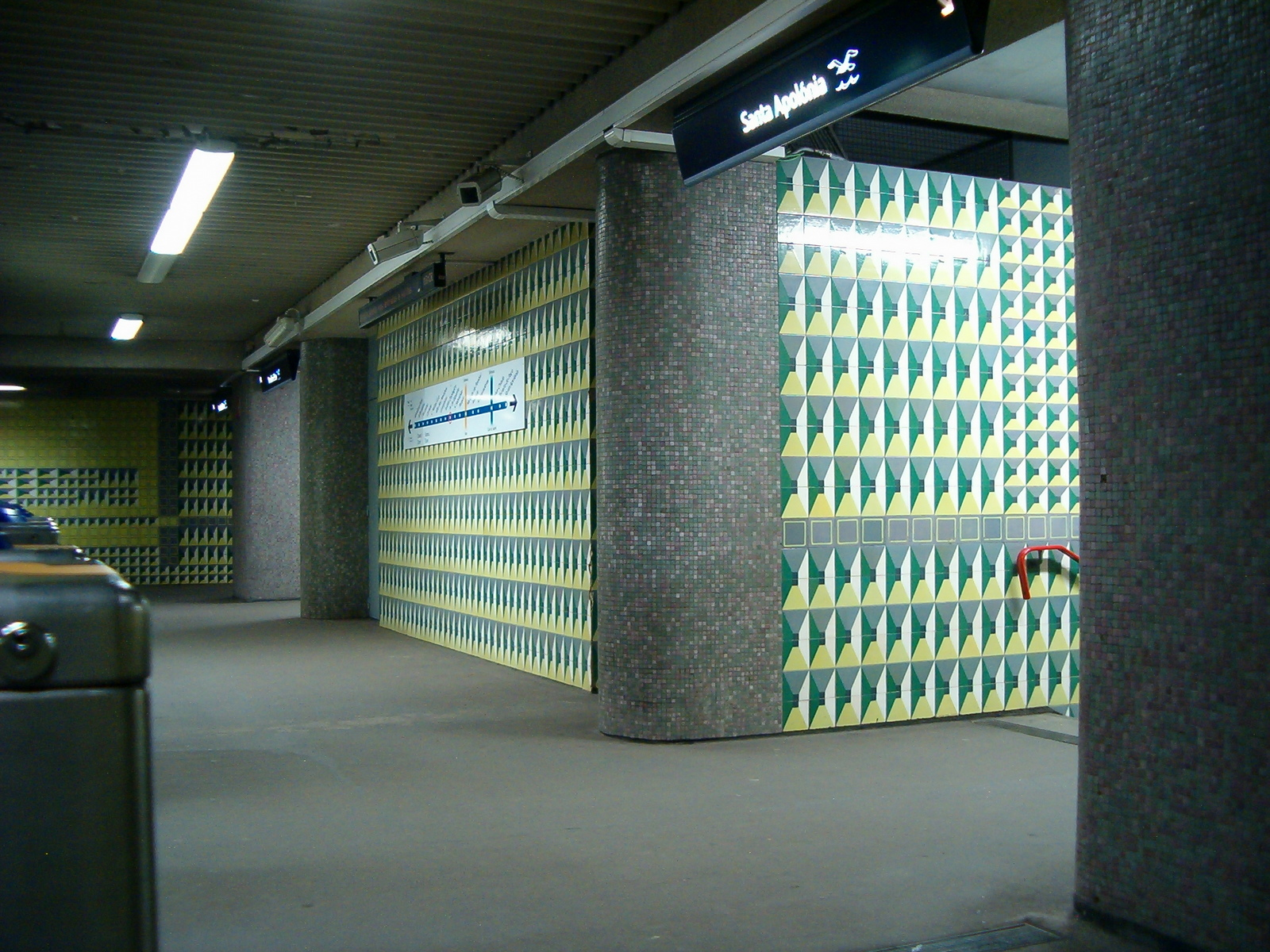
Декорация стен вестибюля станции
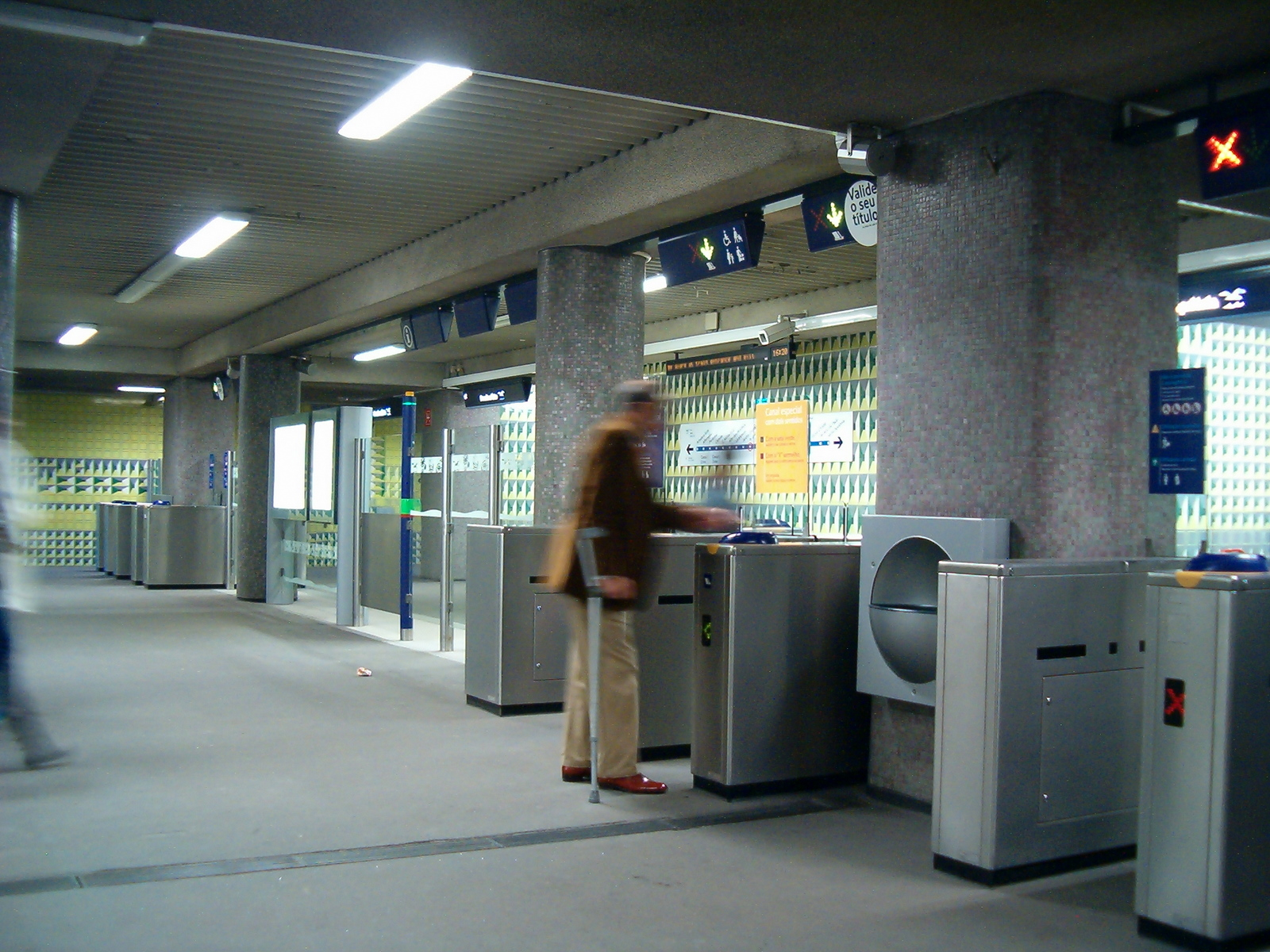
Пропускные турникеты в вестибюле
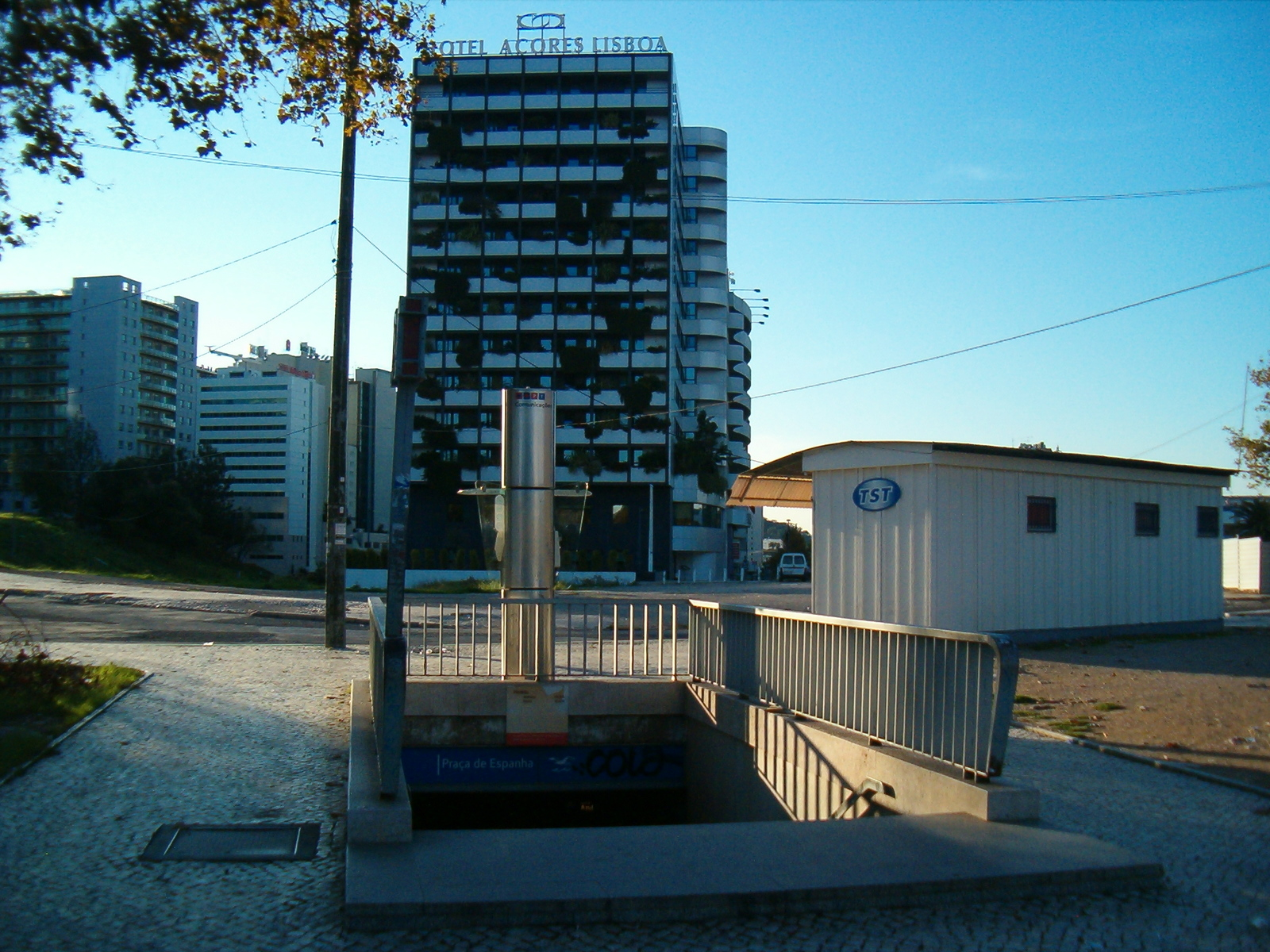
Вход на станцию с улицы